# Перелітська сільська рада
Перелі́тська сільська́ ра́да — колишня адміністративно-територіальна одиниця та орган місцевого самоврядування в Балтському районі Одеської області. Адміністративний центр — село Перельоти.

## Загальні відомості
- Територія ради: 73,27 км²
- Населення ради: 1 566 осіб (станом на 2001 рік)
- Територією ради протікає річка Кодима

## Населені пункти
Сільській раді підпорядковані населені пункти:
- с. Перельоти
- с. Немирівське

## Населення
Згідно з переписом 1989 року населення сільської ради становило 2134 особи, з яких 881 чоловік та 1253 жінки.
За переписом населення 2001 року в сільській раді мешкало 1608 осіб.

### Мова
Розподіл населення за рідною мовою за даними перепису 2001 року:
| Мова       | Відсоток |
| ---------- | -------- |
| українська | 94,44 %  |
| російська  | 3,13 %   |
| молдовська | 2,43 %   |

## Склад ради
Рада складається з 16 депутатів та голови.
- Голова ради: Кручок Людмила Федорівна
- Секретар ради: Шевцова Олена Михайлівна

### Керівний склад попередніх скликань
| Прізвище, ім'я, по батькові | Основні відомості                                                         | Дата обрання | Дата звільнення |
| --------------------------- | ------------------------------------------------------------------------- | ------------ | --------------- |
| Дявор Олег Олексійович      | Сільський голова, 1962 року народження, освіта вища, член Партії регіонів | 26.03.2006   | 31.10.2010      |
| Дявор Олег Олексійович      | Сільський голова, 1962 року народження, освіта вища, член Партії регіонів | 31.10.2010   | 27.09.2012      |
| Кручок Людмила Федорівна    | Сільський голова, 1961 року народження, освіта вища, член Партії регіонів | 02.06.2013   |                 |

Примітка: таблиця складена за даними сайту Верховної Ради України

### Депутати
За результатами місцевих виборів 2010 року депутатами ради стали:

#### За суб'єктами висування
| Суб'єкт висування            | Кількість обраних депутатів | %    |
| ---------------------------- | --------------------------- | ---- |
| Партія регіонів              | 15                          | 93,8 |
| Соціалістична партія України | 1                           | 6,3  |

#### За округами
| № округу                     | Прізвище, ім'я, по батькові      | Дата визнання обраним | Освіта  | Партійна приналежність             | Відомості про обраного депутата                                           |
| ---------------------------- | -------------------------------- | --------------------- | ------- | ---------------------------------- | ------------------------------------------------------------------------- |
| Партія регіонів              |                                  |                       |         |                                    |                                                                           |
| 1                            | Обертун Микола Вікторович        | 01.11.2010            | середня | член Партії регіонів               | приватний підприємець                                                     |
| 2                            | Бойцун Олександр Володимирович   | 01.11.2010            | середня | член Партії регіонів               | приватний підприємець                                                     |
| 3                            | Болдума Михайло Андрійович       | 01.11.2010            | вища    | член Партії регіонів               | пенсіонер                                                                 |
| 4                            | Гонца Михайло Артемович          | 01.11.2010            | середня | член Партії регіонів               | пенсіонер                                                                 |
| 5                            | Гонтар Валентина Володимирівна   | 01.11.2010            | вища    | член Партії регіонів               | Перелітський дошкільний заклад, завідувачка                               |
| 6                            | Благодир Олександр Михайлович    | 01.11.2010            | вища    | член Партії регіонів               | тимчасово не працює                                                       |
| 7                            | Костровець Андрій Петрович       | 01.11.2010            | середня | член Партії регіонів               | тимчасово не працює                                                       |
| 8                            | Мамчур Леонід Мефодійович        | 01.11.2010            | середня | член Партії регіонів               | тимчасово не працює                                                       |
| 9                            | Поліщук Лариса Василівна         | 03.06.2013            | вища    | член Партії регіонів               | Немирівська загальноосвітня школа, вчитель української мови та літератури |
| 10                           | Стащук Іван Григорович           | 01.11.2010            | вища    | член Партії регіонів               | Свято-Архангело Михайлівська церква, настоятель                           |
| 11                           | Піщанецький Микола Володимирович | 01.11.2010            | середня | член Партії регіонів               | тимчасово не працює                                                       |
| 12                           | Кручок Олексій Федорович         | 01.11.2010            | вища    | член Партії регіонів               | тимчасово не працює                                                       |
| 13                           | Кобилянська Тетяна Андріївна     | 01.11.2010            | вища    | член Партії регіонів               | тимчасово не працює                                                       |
| 15                           | Шевцова Олена Михайлівна         | 01.11.2010            | середня | член Партії регіонів               | Перелітська сільська рада, секретар                                       |
| 16                           | Лабушняк Рима Сергіївна          | 01.11.2010            | вища    | член Партії регіонів               | Немирівська сільська бібліотека, бібліотекар                              |
| Соціалістична партія України |                                  |                       |         |                                    |                                                                           |
| 14                           | Диновська Алла Григорівна        | 01.11.2010            | вища    | член Соціалістичної партії України | Перелітська загальноосвітня школа, вчитель                                |